# Шевченково (Новоалександровский сельсовет)
Шевченково (укр. Шевченкове) — село, Новоолександровский сельский совет, Великобурлукский район, Харьковская область, Украина.
Код КОАТУУ — 6321483709. Население по переписи 2001 г. составляет 109 (54/55 м/ж) человек.

## Географическое положение
Село Шевченково находится в 2-х км от села Красное и в 3-х км от села Новая Александровка, по селу протекает пересыхающий ручей на котором сделаны запруды, в 2-х км проходит автомобильная дорога Т-2111.

## История
- 1699 — дата основания.

## Название
В 1920-х — начале 1930-х годов в области прошла «волна» переименований значительной части населённых пунктов, в «революционные» названия — в честь Октябрьской революции, пролетариата, сов. власти, Кр. армии, социализма, Сов. Украины, деятелей «демократического и революционного движения» (Т. Шевченко, Г. Петровского) и новых праздников (1 мая и других) Это приводило к путанице, так как рядом могли оказаться сёла с одинаковыми новыми названиями — например, Первое, Второе и просто Шевченково.

## Экономика
- В селе есть молочно-товарная ферма.

## Объекты социальной сферы
- Школа.